# Kia Soul
Kia Soul er en bilmodel fra Kia. Modellen blev introduceret på Paris Motor Show 2008, og nåede de første forhandlere i Europa i starten af 2009.
Soul er en mini-MPV, som konkurrerer med bl.a. Fiat Idea, Lancia Musa, Opel Meriva og Škoda Roomster.
Der kan i Europa vælges mellem to motorer, som begge er på 1,6 liter, en benzinmotor med 126 hk og en turbodieselmotor med 128 hk. I USA findes også en benzinmotor på 2,0 liter med 144 hk.
På samme platform som Soul bygges også Hyundai i20 og Kia Venga.

## Billeder
- Kia Soul
- Kia Soul
- Instrumentbræt
- Soul skrifttræk

## Tekniske specifikationer[1][2]
| Model                             | Cylindre | Ventiler | Slag- volume cm³ | Effekt | Effekt | Effekt | Drejnings- moment | Drejnings- moment | 0-100 km/t | Topfart | Årgange | Årgange |
| Model                             | Cylindre | Ventiler | Slag- volume cm³ | kW     | hk     | omdr.  | Nm                | omdr.             | sek.       | km/t    | fra     | til     |
| --------------------------------- | -------- | -------- | ---------------- | ------ | ------ | ------ | ----------------- | ----------------- | ---------- | ------- | ------- | ------- |
| Kia Soul-modeller med benzinmotor |          |          |                  |        |        |        |                   |                   |            |         |         |         |
| 1,6 CVVT                          | 4        | 16       | 1591             | 93     | 126    | 6300   | 156               | 4200              | 11,0       | 177     | 12/2008 | nu      |
| 2,0 CVVT                          | 4        | 16       | 1975             | 106    | 144    | 6000   | 186               | 4600              |            |         | 03/2009 | nu      |
| Kia Soul-modeller med dieselmotor |          |          |                  |        |        |        |                   |                   |            |         |         |         |
| 1,6 CRDi                          | 4        | 16       | 1582             | 94     | 128    | 4000   | 260               | 1900−2750         | 11,3       | 182     | 12/2008 | nu      |

### Fodnoter
1. ↑  Denne motor findes ikke på det danske modelprogram
2. 1 2  1,6 CRDi aut.: 0-100 km/t 11,9 sek., topfart 176 km/t